# Sant Roc de Bonansa
Sant Roc de Bonansa és una ermita romànica del segle xii-xiii, situada al municipi de Bonansa, dins de la Franja de Ponent a la comarca de la Ribagorça.
La seva planta és una nau i absis cilíndric i capelles laterals. La portalada és dovellada de mig punt.
El seu estat és correcte i ha estat restaurada.